# Харьковское сельское поселение (Белгородская область)
Ха́рьковское се́льское поселе́ние — муниципальное образование в Ровеньском районе Белгородской области. Административный центр — село Харьковское.

## История
Харьковское сельское поселение образовано 20 декабря 2004 года в соответствии с Законом Белгородской области № 159.

## Население
| 2010 | 2011 | 2012 | 2013 | 2014 | 2015 | 2016 | 2017 | 2018 |
| ---- | ---- | ---- | ---- | ---- | ---- | ---- | ---- | ---- |
| 936  | ↘932 | ↘905 | ↘873 | ↘872 | ↗874 | ↘843 | ↗850 | ↘843 |
| 2019 | 2020 | 2021 |      |      |      |      |      |      |
| ↘826 | ↘806 | ↘651 |      |      |      |      |      |      |

## Состав сельского поселения
| № | Населённый пункт | Тип населённого пункта       | Население |
| - | ---------------- | ---------------------------- | --------- |
| 1 | Максименково     | хутор                        | →0        |
| 2 | Масловка         | село                         | ↘352      |
| 3 | Харьковское      | село, административный центр | ↘584      |